# Cử (nước)
Cử (tiếng Trung: 莒; bính âm: Jǔ) là một nước chư hầu Đông Di thời Xuân Thu và đầu thời Chiến Quốc trong lịch sử Trung Quốc. Lãnh thổ nước Cử nằm trên địa bàn tỉnh Sơn Đông ngày nay. Quốc quân nước Cử mang họ Kỷ (己), quân chủ kiến quốc của nước Cử là Tư Dư Kỳ (茲輿期). Nước Cử bị nước Sở tiêu diệt vào năm 431 TCN, theo Hán thư- Địa lý chí ghi lại, nước Cử truyền được 30 đời vua thì bị nước Sở diệt. Theo Thuyết văn giải tự (說文解字), "Cử" có nghĩa là khoai nước hay một công cụ bản địa làm bằng gỗ.

## Thời kỳ đầu

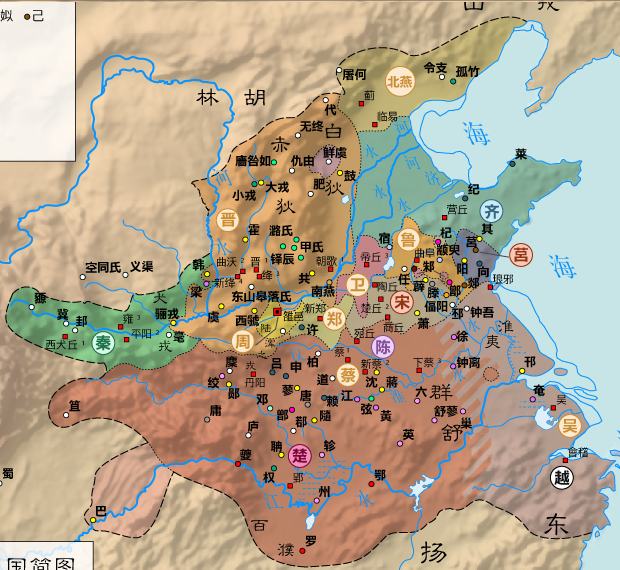
Giản đồ các nước lớn thời Xuân Thu
Cử (莒)
Tấn (晋)
Yên (北燕)
Tề (齐)
Lỗ (鲁)
Tần (秦)
Sở (楚)
Ngô (吴)
Tống (宋)
Vệ (卫)
Trịnh (郑)
Ba (巴)
Đất do thiên tử nhà Chu cai quản

## Mạt kỳ

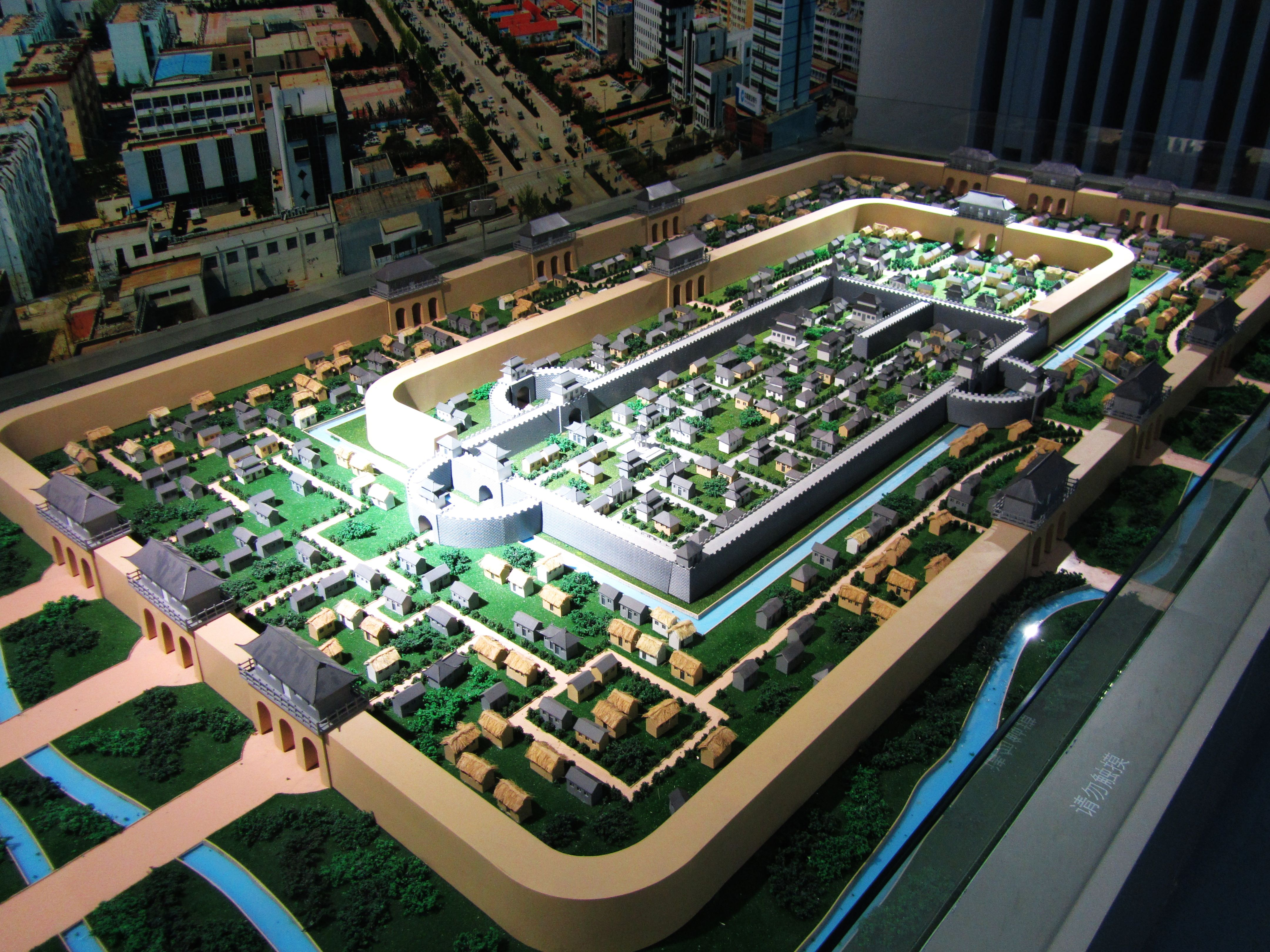
Mô hình quốc đô Cử thành của nước Cử, sau này cũng là một thành quan trọng của nước Tề